# Línea 4 (Tranvía de Amberes)
La línea 4 del Tranvía de Amberes es una línea que une Hoboken con Borsbeek, ambos en la provincia de Amberes, Bélgica.
No toma la sección del premetro.

## Historia
La primera vez que se explotó esta línea, fue mediante tranvías tirados por caballos. Inicialmente, pretendía ser una línea interurbana a Schelle y Boom, aunque se limitó a Hoboken. En 1936, se fusionó con la línea 3, separándose después de la Segunda Guerra Mundial.
En 1993, fue la última línea que dejó Groenplaats como término.
Desde el 8 de enero de 2018, durante cinco meses, se volvió a establecer el término Groenplaats, por obras en el tramo hasta Silsburg.

## Estaciones
|  |   |  | Estación           | Municipio | Correspondencia |  |
|  | - |  | ------------------ | --------- | --------------- |  |
|  | • |  | Lelieplaats        | Amberes   |                 |  |
|  | • |  | Kioskplaats        | Amberes   |                 |  |
|  | • |  | Steynstraat        | Amberes   |                 |  |
|  | • |  | Draaiboom          | Amberes   |                 |  |
|  | • |  | Jan Van de Wouwer  | Amberes   |                 |  |
|  | • |  | Zwaantjes          | Amberes   |                 |  |
|  | • |  | Grens Kiel         | Amberes   |                 |  |
|  | • |  | Abdijstraat        | Amberes   |                 |  |
|  | • |  | Kielpark           | Amberes   |                 |  |
|  | • |  | General Armstrong  | Amberes   |                 |  |
|  | • |  | Kolonel Silvertop  | Amberes   |                 |  |
|  | • |  | Zuid               | Amberes   |                 |  |
|  | • |  | Brussel            | Amberes   |                 |  |
|  | • |  | Bolivarplaats      | Amberes   |                 |  |
|  | • |  | Pacificatie        | Amberes   |                 |  |
|  | • |  | Museum             | Amberes   |                 |  |
|  | • |  | Tropisch Instituut | Amberes   |                 |  |
|  | • |  | Sint-Andries       | Amberes   |                 |  |
|  | • |  | Groenplaats        | Amberes   |                 |  |
|  | • |  | Meirburg           | Amberes   |                 |  |
|  | • |  | Oudaan             | Amberes   |                 |  |
|  | • |  | Mechelseplein      | Amberes   |                 |  |
|  | • |  | Nationale Bank     | Amberes   |                 |  |
|  | • |  | Hemel              | Amberes   |                 |  |
|  | • |  | Sint-Vincentius    | Amberes   |                 |  |
|  | • |  | Belgiëlei          | Amberes   |                 |  |
|  | • |  | Lemorinnièrstraat  | Amberes   |                 |  |
|  | • |  | Cuperus            | Amberes   |                 |  |
|  | • |  | Berchem            | Amberes   |                 |  |
|  | • |  | Groenenhoek        | Amberes   |                 |  |
|  | • |  | Apollo             | Amberes   |                 |  |
|  | • |  | De Preter          | Amberes   |                 |  |
|  | • |  | Te Boelaarpark     | Amberes   |                 |  |
|  | • |  | Cruyslei           | Amberes   |                 |  |
|  | • |  | Jozef Verboven     | Amberes   |                 |  |
|  | • |  | Eksterlaar         | Amberes   |                 |  |
|  | • |  | Van den Hautelei   | Amberes   |                 |  |
|  | • |  | Florent Pauwels    | Amberes   |                 |  |
|  | • |  | Dassastraat        | Amberes   |                 |  |
|  | • |  | Silsburg           | Borsbeek  |                 |  |

## Futuro
No hay ampliaciones previstas.